# Roger Fournier (écrivain)
Pour les articles homonymes, voir Roger Fournier et Fournier.
Roger Fournier (Saint-Anaclet, le 22 octobre 1929 - 31 mai 2012) est un auteur et réalisateur québécois. 

## Biographie
Roger Fournier est né à Saint-Anaclet-de-Lessard dans le Bas-Saint-Laurent en 1929. Il fait ses études au Séminaire de Rimouski et complète par la suite une licence en lettres à l'Université Laval. En 1954, il entre à l'emploi de Radio-Canada à Montréal et y commence une carrière de réalisateur. Il retourne aux études ensuite à la Sorbonne, mais choisit plutôt de devenir assistant pour le cinéaste Claude Autant-Lara. Il revient à Montréal en 1959, toujours à la société Radio-Canada où il réalise des séries télévisées humoristiques comme Moi et l'autre et La bande des six. Il quitte Radio-Canada en 1986 afin de devenir auteur et réalisateur à la pige et produire des spectacles de chanteurs québécois, notamment Gilles Vigneault.       
Roger Fournier est l'auteur d'une vingtaine de livres, dont La Danse éternelle et Les Sirènes du Saint-Laurent dont le sujet porte sur son enfance à Saint-Anaclet et qui ont porté à controverses dans son village natal. Il était reconnu pour avoir un humour cinglant. Il est également le réalisateur du film Les Aventures d'une jeune veuve en 1974.

## Honneurs
- Prix Louis-Barthou de l'Académie française (1977), Les Cornes sacrées
- Prix Arthur Buies (1980)
- Prix du Gouverneur général (1982)
- Prix Québec-Paris (1982),  Le Cercle des arènes